# Guerra camboyano-vietnamita
La guerra camboyano-vietnamita (en vietnamita: Chiến tranh biên giới Việt Nam–Campuchia y en camboyano: សង្គ្រាមកម្ពុជា-វៀតណាម) o invasión vietnamita de Kampuchea, hace referencia a una serie de conflictos entre los dos países, que culminó en la invasión vietnamita de la Kampuchea Democrática al mando del general Văn Tiến Dũng (que en la guerra de Vietnam había vencido a las tropas de Estados Unidos y Vietnam del Sur), resultando en el derrocamiento del régimen de los Jemeres Rojos y el establecimiento de la República Popular de Kampuchea.
La ocupación de Camboya terminó con el genocidio camboyano (1975-1979) liderado por Pol Pot, el cual había llegado al poder durante la guerra civil camboyana (1967-1975) y tras derrocar al mariscal Lon Nol, Presidente de la República Jemer. El conflicto, además de mostrar las tradiciones amistosas de Camboya y Vietnam, también reveló el conflicto chino-soviético que dividió profundamente y quebró al movimiento comunista de esa época. El Partido Comunista de Vietnam (PCV) tenía apoyo unilateral de la Unión Soviética, en cuanto al Partido Popular de Kampuchea tenía como aliado a la República Popular China. Tras la toma del poder por los Jemeres rojos, la escalada de conflictos e incidentes fronterizos con Vietnam fue en aumento; Como consecuencia de ello, el 25 de diciembre de 1978 unos 150 000 soldados vietnamitas invadieron Kampuchea y en una ofensiva relámpago se hicieron con el control de todo el país, incluida su capital Phnom Penh. En respuesta del ataque a su aliado, China invadió a Vietnam en el denominado Conflicto Chino-Vietnamita (febrero a marzo de 1979) y que terminaría en empate tras la retirada china. El 8 de enero de 1979 los vietnamitas crearon la República Popular de Kampuchea, a pesar de que durante los siguientes años la ONU siguió reconociendo a los Jemeres rojos como el gobierno legítimo de Camboya. Por otro lado, tanto el nuevo gobierno como las tropas vietnamitas estacionadas en el país tuvieron que hacer frente a la guerra de guerrillas emprendida por un rejunte de grupos armados que seguían activos en la región.
Bajo una gran presión internacional, el nuevo gobierno camboyano —considerado por algunos países como un estado títere de Vietnam— llevó a cabo una serie de reformas económicas y políticas que acabarían llevando a la retirada de las tropas vietnamitas en 1989 y un mayor control del país. Junto con la restauración de la monarquía en 1993, los Jemeres rojos anunciaron su desmovilización en 1999.

## Antecedentes
El movimiento comunista en Camboya y Vietnam había comenzado antes de la Segunda Guerra Mundial con la fundación del Partido Comunista Indochino, aunque este estuviera dominado por los vietnamitas (los primeros en responder al dominio colonial francés en Indochina). En 1951, el Vietmih lideró el establecimiento de un Partido Comunista Camboyano separado, el Partido Revolucionario Popular de Kampuchea (PRPK), los cuales aliaron con un movimiento nacionalista camboyano, el Khmer Serei (Jemeres libres). En concordancia con los acuerdos de la Conferencia de Ginebra que ponían fin a la dominación francesa, el nuevo Vietnam del Norte comunista retiró de Camboya a sus cuadros y soldados. Sin embargo, la nueva situación pronto exigiría de nuevo la presencia de 5.000 cuadros comunistas.
Aun así, el vacío de poder que se creó en Camboya con la retirada de los comunistas vietnamitas pronto quedó ocupado con el retorno de un joven grupo de comunistas revolucionarios camboyanos, muchos de los cuales habían recibido su educación comunista en Francia. En 1960, el PRPK cambió su nombre al de Partido Comunista de Kampuchea (PCK), nombre que sería adoptado por el resto de comunistas en Camboya. Esta formación se convertiría en el germen de los Jemeres Rojos, y su doctrina se vio fuertemente influida por la ideología maoísta.

### Los Jemeres rojos toman el poder
Durante los cinco años de rebelión de los Jemeres Rojos desde 1970 a 1975, en el contexto de la guerra civil camboyana, el apoyo de Vietnam del Norte (junto con el de China) fue esencial para su futuro triunfo. En 1975, los Jemeres tomaron el poder en Camboya y establecieron la llamada Kampuchea Democrática. La dirección de los Jemeres Rojos adoptó el término Angkar, o "la organización", y hasta 1977 las identidades de sus líderes permanecieron confidenciales. El jefe de Estado oficial fue Khieu Samphan, pero los auténticos líderes del partido eran Pol Pot y Ieng Sary. El objetivo último de los jemeres era eliminar la estructura del Estado Camboyano, que en su visión tenía una estructura feudal, capitalista y orientada a los terratenientes e imperialistas. En este sentido, buscaban la creación de una clase social basada enteramente en trabajadores y campesinos. De hecho, la revolución socialista tenía un muy pequeño apoyo, lo que llevó a Pol Pot y sus cuadros a usar sentimientos ultra-nacionalistas, un gobierno enormemente represivo, y una intensa campaña propagandística de demonización hacia los vietnamitas.
Sin embargo, incluso antes de que terminase la guerra de Vietnam, las relaciones entre los vietnamitas y Jemeres Rojos (quienes ya se hallaban en negociaciones con EE. UU.) se encontraban muy tirantes. Los choques entre los comunistas vietnamitas y los Jemeres habían empezado en una fecha tan temprana como 1973, y al año siguiente Pol Pot firmó un tratado que certificaba la amistad existente entre los Jemeres y la China comunista.

## El camino hacia la guerra

### Rivalidades políticas
Ya en una fecha tan temprana como 1975 se sentaron las bases para el conflicto que estallaría unos años más tarde: aunque durante largo tiempo habían combatido en el mismo lado, los líderes de la nueva Kampuchea Democrática miraron con creciente suspicacia a los victoriosos vietnamitas por el temor de que estos crearan una federación indochina liderada por Vietnam. Cuando en abril de ese año los Jemeres Rojos tomaron el control de Phnom Penh, no tardaron en ordenar la salida de todas las tropas e instructores vietnamitas de Camboya.
El 6 de enero de 1978, la dirección de los Jemeres rojos proclamó que cada soldado camboyano equivalía a 30 soldados vietnamitas, a pesar de que Camboya solo podía oponer 2 000 000 de soldados de una población de ocho millones contra un país como Vietnam, con una población de 50 000 000 de habitantes y con 6 000 000 de hombres listos para el combate. En realidad, los líderes camboyanos simplemente ignoraban las condiciones reales de la población de su propio país, en un estado deplorable tras años de trabajos forzados, hambre y enfermedades. Por si fuera poco la disparidad de población, había también una gran disparidad en las capacidades de combate de las fuerzas armadas de ambos países. En 1977, se estimaba que Vietnam alineaba una fuerza de 615 000 soldados y 900 tanques, apoyados por 12 000 pilotos y 300 aviones de combate, incluido un escuadrón de bombarderos ligeros. En comparación, la Kampuchea Democrática solo podía oponer un ejército 70 000 efectivos, pobre en material y armamento, y con una limitada capacidad aérea. A pesar de esto, los camboyanos no mostraron señales de agotamiento y continuaron sus acciones en territorio vietnamita. El 27 de enero de 1978, Vietnam ya hizo un llamamiento para que los militares camboyanos desertaran del régimen de los Jemeres Rojos.

### Incidentes diplomáticos
En el que constituyó el primer incidente importante, el Ejército Revolucionario de Kampuchea invadió la isla vietnamita de Phu Quoc el 1 de mayo de 1975, que era reclamada como parte del territorio camboyano. Nueve días después, los camboyanos continuaron con sus incursiones, capturando Tho Chu donde fueron ejecutados 500 civiles. Los militares vietnamitas respondieron lanzando fuertes contraataques, y a continuación tomaron la isla camboyana de Koh Wai. Durante una visita a Hanói de Pol Pot, en junio de ese año, fracasaron los intentos de éste por negociar las fronteras de ambos países. Finalmente, en agosto los vietnamitas se retiraron de Koh Wai y reconocieron la soberanía camboyana sobre esta.
Pero los incidentes no terminaron, ya que en 1977 se volvieron a reproducir acciones de este tipo. El 30 de abril, coincidiendo con el segundo aniversario de la caída de Saigón, el Ejército camboyano lanzó varios ataques militares contra las provincias vietnamitas de An Giang y Chau Doc, matando a centenares de civiles vietnamitas. El Ejército vietnamita respondió movilizando tropas hacia las zonas atacadas por Camboya, y el 7 de junio Vietnam propuso la celebración de conversaciones para resolver la situación. Sin embargo, el 18 de junio los camboyanos respondieron que los vietnamitas debían evacuar las zonas disputadas y crear un zona desmilitarizada entre ambas fuerzas. En septiembre, la artillería camboyana siguió atacando numerosas aldeas vietnamitas, y seis aldeas de la provincia de Đồng Tháp fueron completamente arrasadas. A continuación, seis divisiones camboyanas avanzaron 10 km. en la provincia de Tay Ninh, donde fueron asesinados más de 1000 civiles vietnamitas. A finales de ese año 60 000 soldados vietnamitas, apoyados por elementos de la Fuerza Aérea, forzaron la retirada de los camboyanos y obligaron a sus dirigentes a entablar negociaciones. A pesar de la contundencia del contraataque vietnamita, los Jemeres rojos continuaron desafiantes.

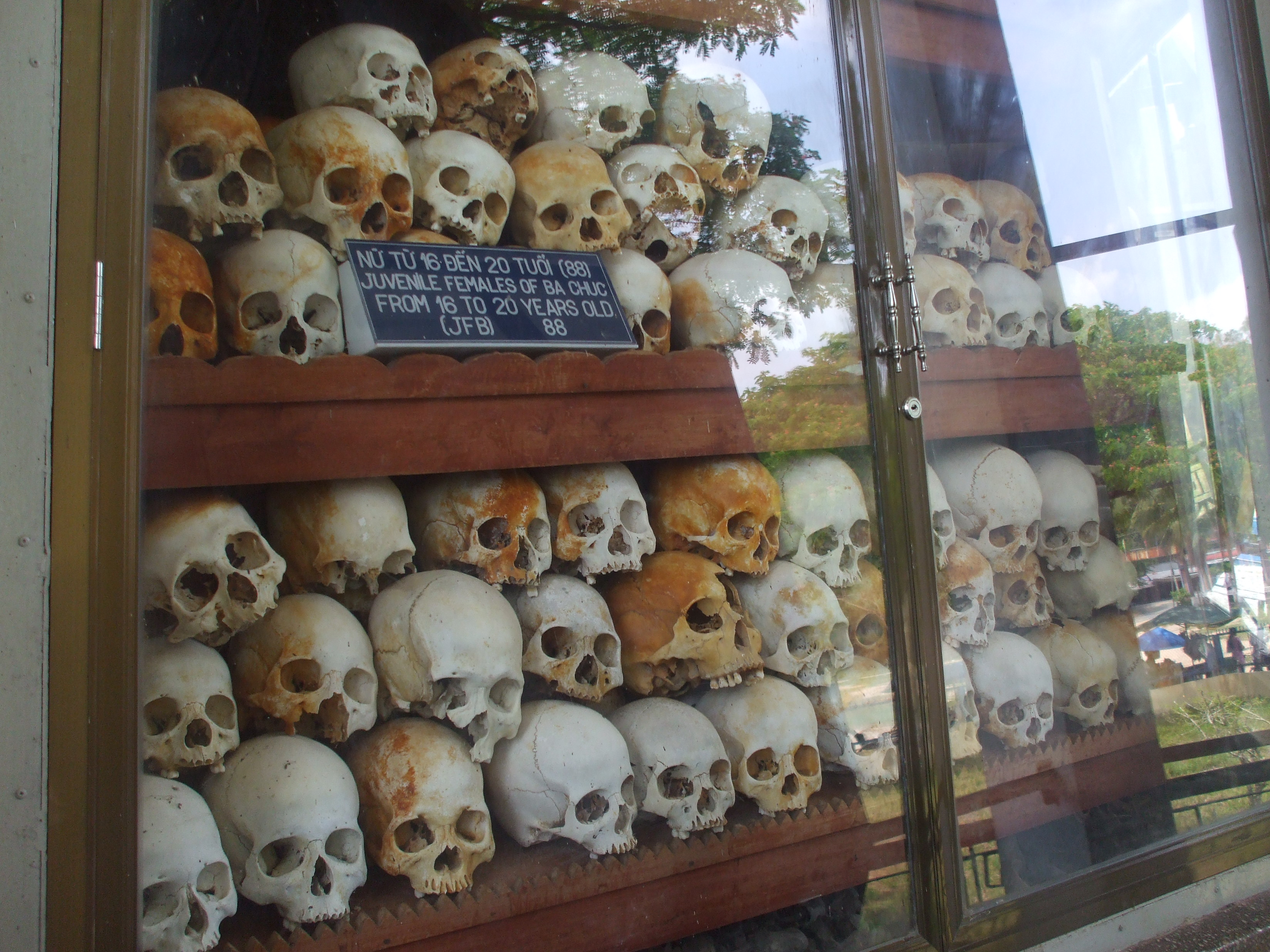
Cráneos de las víctimas de la Masacre de Ba Chúc.

Pero fue justo por esta época cuando comenzaron las primeras purgas entre los mandos militares camboyanos de la frontera orquestados por Pol Pot, para eliminar a los "traidores corrompidos". Debido a esto, muchos de los mandos (como Heng Samrin) y tropas fronterizas huyeron a Vietnam. El 12 de abril de 1978 los Jemeres rojos declararon que estaban abiertos a negociar nuevamente con Vietnam a cambio de que estos reconocieran su ambiciones expansionistas. Obviamente, estos últimos rechazaron tácitamente la propuesta, y en respuesta dos divisiones camboyanas penetraron 2 km en territorio vietnamita, y masacraron a más de 3.000 civiles en la población de Ba Chuc de la provincia de An Giang. Durante la segunda mitad de 1978 las acusaciones y propaganda de ambos bandos se incrementaron, encaminándose ambas a una previsible confrontación. El 13 de diciembre, sin embargo, el Gobierno chino advirtió a los vietnamitas de que su paciencia en esta situación era limitada y que Vietnam sería duramente castigado si tomaba acciones mayores contra sus aliados camboyanos. La situación tuvo su último punto en la formación con apoyo vietnamita del Frente Unido Camboyano para la Salvación Nacional (KUNFS, en sus siglas en inglés) para la liberación de Kampuchea.

## Guerra de 1978-1979

### Ofensiva relámpago vietnamita
El 21 de diciembre de 1978, el Ejército de Kampuchea fue puesto a prueba cuando Vietnam emprendió una ofensiva que, con una fuerza de dos divisiones, cruzó la frontera y se dirigió hacia la ciudad de Kratie, mientras que otras divisiones de apoyo se desplegaron a lo largo de las rutas locales para cortar la cadena logística de las unidades camboyanas. A pesar de contar de un importante apoyo militar de China, el ejército camboyano no pudo resistir la ofensiva vietnamita y sufrió muchas bajas Finalmente, el 25 de diciembre, Vietnam lanzó una invasión a gran escala, empleando 13 divisiones y una estimación 150 000 soldados, con respaldo de artillería pesada y su Fuerza aérea. Inicialmente, los camboyanos creyeron que su Ejército podría ofrecer una resistencia efectiva a los vietnamitas con los métodos convencionales, pero la realidad fue que su táctica condujo a la pérdida de la mitad del Ejército Revolucionario Kampucheano en dos semanas. El elevado número de bajas y las derrotas en el campo de batalla convencieron a los líderes de los Jemeres Rojos a evacuar las regiones orientales del país.
Por la tarde del 6 de enero de 1979, aeronaves vietnamitas ya sobrevolaban constantemente la capital, y el 7 de enero el Ejército vietnamita entró en Phnom Penh junto con los miembros del FUNSK. Al día siguiente se instaló un estado camboyano provietnamita, conocido como la República Popular de Kampuchea (RPK), que fue establecida con Heng Samrin como jefe de Estado.
Los líderes de los Jemeres rojos, con la mayor parte de sus cuadros políticos y estructuras militares desmantelados por la invasión vietnamita, se vieron forzados a refugiarse en Tailandia, donde fueron recibidos calurosamente por el gobierno tailandés. A pesar de las abrumadoras dificultades económicas creadas por los jemeres rojos y los refugiados que les acompañaban, el Gobierno de Tailandia protegió a los Jemeres Rojos en el Campamento Khao Larn de la provincia de Trat. Mientras tanto, en Phnom Penh, el nuevo régimen camboyano intentó reconstruir la vida económica y social del país, las cuales se habían visto gravemente afectadas durante las décadas de conflictos civiles y guerras que se habían sucedido en épocas anteriores.

### Respuesta de la comunidad internacional
Poco después de la caída de Phnom Penh en manos del Ejército vietnamita y sus aliados camboyanos, en enero de 1979 los Jemeres rojos solicitaron una reunión de emergencia del Consejo de Seguridad de las Naciones Unidas para dar una oportunidad de intervención en el Consejo al Príncipe Norodom Sihanouk. A pesar de la fuerte oposición de Checoslovaquia y la Unión Soviética, el Consejo dio a Sihanouk la oportunidad de asistir. Durante su intervención, aunque se distanció de los Jemeres Rojos y de sus crímenes contra los Derechos humanos, acusó a Vietnam de usar la agresión para violar la soberanía de Camboya. Por tanto, demandó a todos los países de la ONU suspender todas las ayudas a Vietnam y no reconocer al nuevo régimen de Camboya. Por otro lado, siete países neutrales del Consejo de Seguridad instaron al cese de hostilidades entre ambos bandos y la retirada de todas las fuerzas extranjeras de Camboya, siendo firmada una resolución en este sentido por China, Francia, Noruega, Portugal, EE. UU. y el Reino Unido. Sin embargo, este documento no logró salir adelante debido a la fuerte oposición de Checoslovaquia y la Unión Soviética. Las críticas a las acciones vietnamitas mantenían que estos no habían invadido Camboya con la intención de detener las atrocidades perpetradas por el Régimen de Pol Pot, sino para consolidar su dominación e influencia en la Indochina.

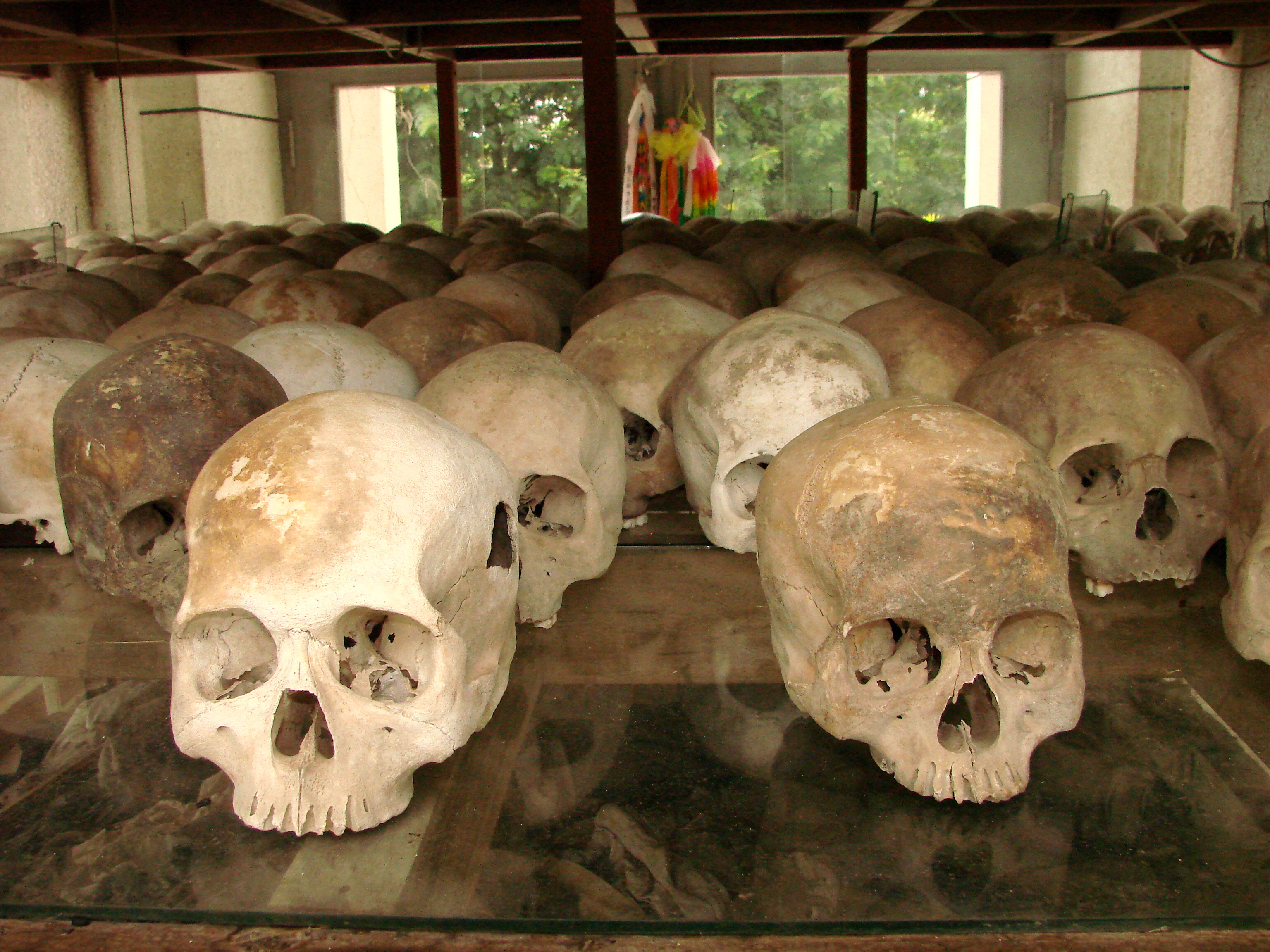
Cuando las tropas vietnamitas entraron en Camboya se encontraron con decenas de campos de la muerte, como el de Choeung Ek.

Entre el 16 y el 19 de febrero, Vietnam y el nuevo Régimen camboyano celebraron una cumbre que concluyó con la firma por ambos países de un Tratado de Paz, Amistad y Cooperación. El 2.º Artículo del Tratado establecía que la seguridad de ambos países estaba interrelacionada, lo que significaba que ambos se ayudarían uno al otro "contra las conspiraciones y actos de sabotaje llevados a cabo por las fuerzas imperialistas y reaccionarias internacionales", y legitimaba la presencia de las tropas vietnamitas en territorio camboyano. Poco después, la Unión Soviética, los Estados socialistas de la Europa oriental y la India reconocieron inmediatamente a la nueva República Popular de Kampuchea (RPK). El gobierno soviético alabó la "destacada victoria" de la RPK y expresó todo su completo apoyo para el régimen en su avance al socialismo. Además, los soviéticos criticaron duramente el historial de terror del régimen de los Jemeres rojos, que recordaban había sido "impuesto y apoyado por China".
En la 34.ª Sesión de la Asamblea General de la ONU, representantes de la RPK y de los Jemeres Rojos reclamaron el derecho de representar a Camboya. La RPK también notificó a los países miembros del Consejo de Seguridad de la ONU que era el único representante legítimo de Kampuchea y su población. Como respuesta, el Comité de Credenciales de la ONU decidió reconocer a la Kampuchea Democrática de los Jemeres rojos en una votación de seis votos a favor contra tres, a pesar del sangriento recuerdo que dejó el gobierno de los Jemeres. En consecuencia, a los representantes de la Kampuchea Democrática se les permitió ocupar un asiento en la Asamblea General, con el firme apoyo de China. Sin embargo, para enero de 1980, 29 países habían establecido relaciones diplomáticas con la RPK, en tanto que otros 80 países todavía reconocían la legitimidad de los depuestos Jemeres Rojos.
Tailandia, que compartía una frontera de 800 km con Camboya e históricamente había recelado del expansionismo vietnamita, demandó inmediatamente a Vietnam que retirase sus tropas del país en tanto que su población pudiera elegir a un gobierno libre e independiente de la injerencia externa. Indonesia, Malasia, las Filipinas y Singapur mostraron su apoyo a la posición tailandesa. De hecho, la ASEAN vio la invasión vietnamita como una acción intolerable para la seguridad y estabilidad de la región. Esta visión era compartida con China, la cual llegó al extremo de acusar a Vietnam de forzar a Kampuchea dentro una federación indochina para servir como un puesto de avanzada de la hegemonía mundial soviética. Los EE. UU., que nunca habían mantenido ningún tipo de lazo diplomático con la Camboya de los Jemeres Rojos, mostraron un fuerte apoyo a la membresía de estos en la Asamblea general de la ONU e hizo eco del llamamiento de la ASEAN para la retirada inmediata de las fuerzas militares vietnamitas de Camboya.

### China invade Vietnam
En febrero de 1979, China se tomó la revancha por la invasión vietnamita de Kampuchea con el despliegue de tropas del Ejército Popular de Liberación a lo largo de la frontera sino-vietntamita, y diez días después ya habían ocupado pequeños territorios al norte del país. La ofensiva china se frenó rápidamente debido al laberinto de túneles que encontraron; A pesar de todo, el Ejército chino capturó Cao Bang el 2 de marzo y dos días después capturaron Lang Son, en lo que parecía un rápido avance a Hanói (a pesar de las dificultades que atravesaron sus líneas de suministros). Al día siguiente, sin embargo, el gobierno de Pekín anunció la paralización de sus operaciones en Vietnam, aparentemente después de encontrar una cada vez más endurecida resistencia por parte de tropas altamente experimentadas en el combate. Confiando que aquella invasión había sido un éxito, los Chinos se retiraron dejando una estela destrucción en las zonas que habían ocupado. Con el apoyo chino desaparecido tras la ofensiva, los Jemeres rojos quedaron abandonados a su suerte. Aunque el total de bajas chinas fue estimado en entre 12 000 y 50 000 (en comparación con las 10 000 vietnamitas), esta ofensiva había obligado a la salida de tropas vietnamitas de Camboya y el reforzamiento de los ataques de los Jemeres contra el joven régimen de la República Popular de Kampuchea.

## Guerra en Camboya

### Resistencia el nuevo régimen
Cuando el Régimen de los Jemeres Rojos fue expulsado del poder en enero de 1979, la población camboyana creyó que la paz y la libertad volverían a su país. Estas creencias se vieron confirmadas en parte con la Constitución de la República Popular de Kampuchea, proclamada en 1981, aunque entre la realidad y la teoría existiera un amplio contraste. La presencia de las tropas vietnamitas en el país pronto empezó a ser percibido como una ocupación por la población camboyana, sentimiento que se vio reforzado con la presencia de asesores vietnamitas que trabajan para el gobierno de Heng Samrin en todos los ámbitos. Ciertamente, las políticas del gobierno de Kampuchea tenían que recibir el visto bueno de los asesores, que solían ser quienes dictaban las políticas gubernamentales.

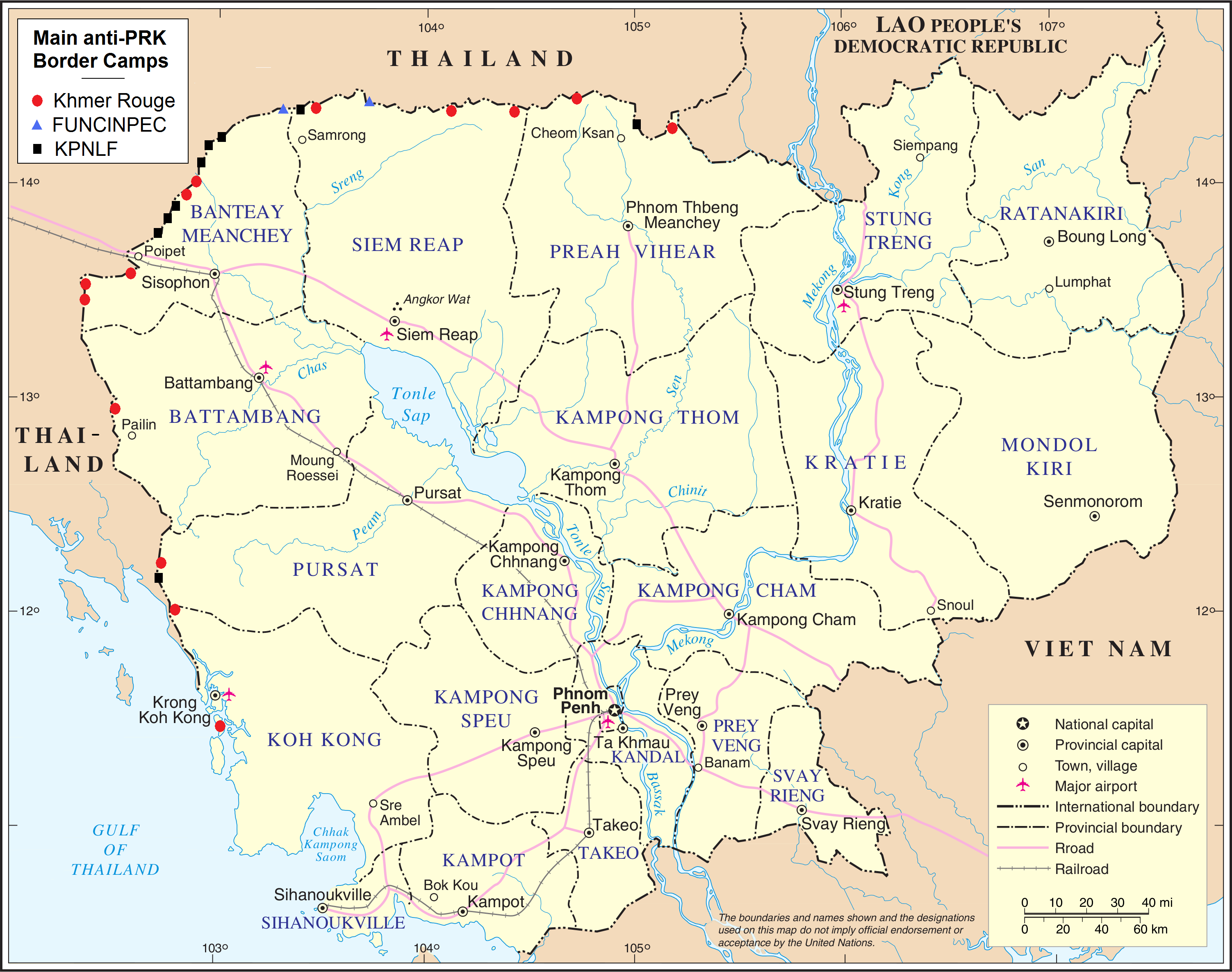
Campos y posiciones fronterizas hostiles a la RPK; 1979-1984.

Como resistencia a la presencia vietnamita en Kampuchea y el nuevo régimen instaurado, los Jemeres rojos hicieron llamamientos a la población camboyana para unirse en su lucha contra los vietnamitas. Sin embargo, debido a la brutalidad que habían ejercido durante cerca de 4 años contra el pueblo camboyano, muy pocos fueron los camboyanos que se unieron a este llamamiento. Sin embargo, dos movimientos no-comunistas lograron organizarse y combatir a la ocupación vietnamita. El primero de ellos era el Frente de Liberación Nacional del Pueblo Jemer (KPNLF), de tendencia conservadora prooccidental y liderado por el antiguo primer ministro Son Sann. En su momento de mayor apogeo llegó a alinear entre 12 000 y 15 000 combatientes, aunque un tercio de ellos se perdieron durante la campaña de 1984-1985. No obstante, el KPNLF continuó operando en pequeños grupos mediante tácticas de guerrilla. La otra organización no comunista era el Frente Nacional para una Camboya Independiente, Pacífica, Neutral y Cooperativa, más conocido por su acrónimo francés FUNCINPEC, y que había sido creado por el antiguo rey Norodom Sihanouk. A pesar de sus antiguas amistades con los Jemeres rojos, ahora Sihanouk mostraba crítico con ellos y todos aquellos que continuaran ofreciéndoles apoyo. A pesar de las acciones que mantuvieron, la colaboración entre ambos grupos fue nula debido a que ambos se vieron plagados de divisiones internas, sospechas por corrupción y abuso de los derechos humanos.
Así pues, en los primeros meses de resistencia, estos grupos apenas si mantuvieron colaboración entre ellos a causa de estas diferencias. En el caso de los Jemeres rojos, estos rechazaban la colaboración con los restantes grupos de resistencia, incluso a pesar de las presiones internacionales. Cuando la presencia vietnamita se alargó más de lo esperado, los grupos de resistencia comenzaron a entablar conversaciones. Ya en abril de 1981, Sihanouk y Son Sann comenzaron a mantener encuentros con Khieu Samphan, el depuesto jefe de Estado de los Jemeres rojos, con la propuesta de formar un frente unificado. Las conversaciones no fueron por buen derrotero, dado que cada líder tenía su propia visión de la realidad, y tampoco estaban plenamente dispuestos a colaborar con ellos. Sihanouk propuso el desarme de todos los grupos de resistencia en tanto se produjera una retirada de las tropas vietnamitas, mientras Song San exigió que fuera el KPNLF la organización que liderara todo el movimiento de resistencia y que los Jemeres rojos más comprometidos con el Genocidio se exiliaran en China. Singapur, como miembro de la ASEAN, propuso una reunión en la ciudad donde se formalizara un gobierno de coalición con el concurso de todos los grupos y liderado por Sihanouk, para dar mayor credibilidad frente a los grupos no-comunistas. Khieu Samphan, por su parte, rechazó tajantemente esta idea pues veía en ella un intento de aislar a los Jemeres Rojos. No sería hasta mayo de 1982 cuando estos tres líderes estuvieron de acuerdo en la formación de un Gobierno de coalición con el concurso de todos los grupos de oposición.